# Palau de Rujani
El Palau de Rujani (belarús: Ружанскі палац) és un complex de palaus en ruïnes a la localitat de Rujani, al raion de Prujani (districte), província de Brest, a l'occident de Belarús. Entre els segles XVI i XIX Rujani (llavors anomenada Rozany) va ser la seu principal de la línia principal de la família noble Sapieha, coneguda com el Sapiehowie-Różańscy ("els Sapiehas de Rozany").
| Disseny del palau          | Disseny del palau        | Disseny del palau            |
| -------------------------- | ------------------------ | ---------------------------- |
|                            |                          |                              |
| Façana posterior del palau | Façana frontal del palau | Disseny de portes i edificis |

Rujani va començar la seva vida al segle xvi com el lloc on hi havia el castell de Lew Sapieha. La residència Sapieha va ser destruïda en el curs de les lluites internes al Gran Ducat de Lituània, quan va ser atacat per les forces de Michał Serwacy Wisniowiecki el 1700.
Rujani va ser reconstruïda com una gran residència d'estil neoclàssic a la dècada del 1770 per Aleksander Michał Sapieha.

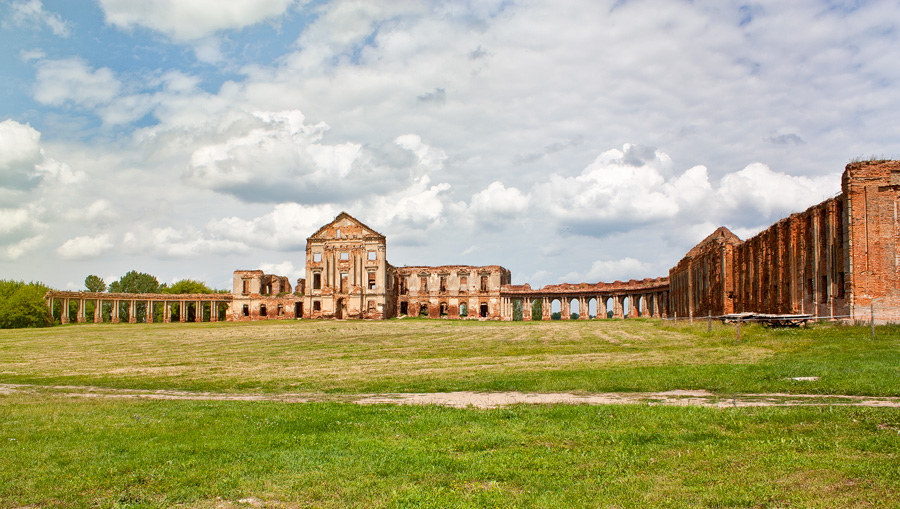
Vista de les ruïnes del palau el 2012

El 1914 el palau va ser aconseguit accidentalment pel foc generat per treballadors d'una fàbrica. La Primera Guerra Mundial i les posteriors dificultats financeres van impedir la restauració de l'edifici fins al 1930. El palau va ser restaurat parcialment, però va quedar en ruïnes en 15 anys, víctima de la Segona Guerra Mundial. La porta del palau que està adornada sobreviu i recentment ha estat reparada.

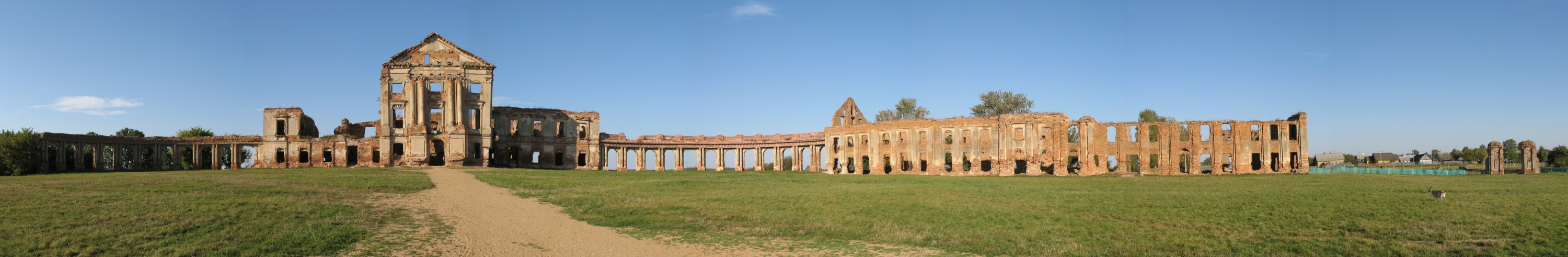
Les ruïnes del palau i el teatre de Rujani el 2007